# Šándorky
Šándorky este o arie protejată (arie specială de conservare — SAC, sit de importanță comunitară — SCI) din Slovacia întinsă pe o suprafață de 3,11 ha, integral pe uscat.

## Localizare
Centrul sitului Šándorky este situat la coordonatele 48°17′57″N 18°38′10″E / 48.299281°N 18.63618°E.

## Înființare
Situl Šándorky a fost declarat sit de importanță comunitară în aprilie 2004 pentru a proteja 2 specii de plante. Situl a fost protejat și ca arie specială de conservare în martie 2004.

## Biodiversitate
Situată în ecoregiunea alpină, aria protejată conține 3 habitate naturale: Tufărișuri subcontinentale peripanonice, Pajiști stepice subpanonice, Păduri panonice cu Quercus petraea și Carpinus betulus.
La baza desemnării sitului se află mai multe specii protejate de  plante (2): Pontechium maculatum subsp. maculatum, sisinei (Pulsatilla grandis).
Pe lângă speciile protejate, pe teritoriul sitului au mai fost identificate 2 specii de reptile.